# Danton Richlin da Rocha Loures
Danton Richlin da Rocha Loures (Joinville, 27 de outubro de 1943 - Curitiba, 20 de junho de 2010) foi um médico brasileiro.
O Dr. Danton foi o responsável pelo primeiro transplante de coração no estado do Paraná, realizado em 1985.

## Biografia
Filho do médico Josino Alves da Rocha Loures e Carmen Richlin da Rocha Loures, a sua família transferiu residência de Santa Catarina para Londrina em 1946, quando Danton tinha apenas três anos e desta feita, Danton formou-se em medicina na capital paranaense, na Universidade Federal do Paraná, e logo em seguida especializou-se em cardiologia.
Em 1985 o Dr. Danton Richlin realizou o primeiro transplante de coração do estado do Paraná, que aconteceu no Hospital Evangélico de Curitiba.
Além de médico cirurgião, foi professor catedrático da Universidade Federal do Paraná e da Faculdade Evangélica de Medicina e nos últimos anos realizava pesquisas com célula-tronco visando benefícios destes para com a cardiologia. Foi membro da Academia Paranaense de Medicina e da Sociedade Paranaense e Brasileira de Cardiologia e de Cirurgia Cardiovascular.
Danton Richlin da Rocha Loures foi casado com Regina Schrappe da Rocha e faleceu em Curitiba na manhã do dia 20 de junho de 2010.